# Sterrhochaeta discinota
Sterrhochaeta discinota là một loài bướm đêm trong họ Geometridae.